# Raffaela Mariniello
Raffaela Mariniello (née en 1961 à Naples) est une photographe italienne contemporaine.

## Biographie
Exposée lors de Paris Photo 2007.

## Œuvres
- série Souvenirs d'Italie, 2007, Naples